# Ireneusz Kwieciński
Ireneusz Kwieciński (ur. 19 grudnia 1974 w Proszowicach) – polski żużlowiec i trener sportu żużlowego.
Licencję żużlową zdobył w 1991 roku. W rozgrywkach z cyklu drużynowych mistrzostw Polski reprezentował kluby KKŻ (ŻKS) Krosno (1991–1994, 1998–1999), Polonii Bydgoszcz (1995) oraz ZKŻ Zielona Góra (1996–1997). Największy sukces odniósł w 1995 r., zdobywając brązowy medal.
Dwukrotnie startował w finałach młodzieżowych indywidualnych mistrzostw Polski (Toruń 1993 – XV m., Tarnów 1994 – XVI m.), finalista młodzieżowych mistrzostw Polski par klubowych (Krosno 1994 – IV m.), finalista turnieju o "Brązowy" (1992 – III m.) oraz "Srebrny Kask" (Toruń 1995 – XI m.). 
W 2010 roku zdobył mandat radnego miasta Krosna startując z listy Platformy Obywatelskiej RP. Cztery lata później, jako kandydat KWW "Krośnieńskie Forum Samorządowe", nie uzyskał reelekcji.
W latach 2009–2017 był trenerem żużlowców KSM Krosno, a w latach 2021–2024 – głównej drużyny Wilków Krosno. Od jesieni 2024 jest trenerem młodzieżowych sekcji „Wilków”.